# Chonin
Els chōnin (町人, "ciutadans") eren una classe social que va aparèixer al Japó durant l'inici del període Edo. La majoria de chōnin eren mercaders, però també ho eren alguns artesans. Als nomin (pagesos) no se'ls considerava chōnin. El domini socioeconòmic dels chōnin té una certa similitud amb l'ascensió contemporània de la burgesia a l'occident.

## Orígens
Cap a finals del segle xvii, la prosperitat i creixement d'Edo havia començat a produir uns canvis imprevistos a l'ordre social del Tokugawa. Els chōnin, que en teoria eren a la part inferior de la jerarquia d'Edo (shinōkōshō: samurais–pagesos–artesans–mercaders, trobant-se els chōnin en els dos últims grups), van prosperar socialment i econòmica a costa dels dàimio i els samurais, que estaven ansiosos per intercanviar arròs (la font principal d'ingressos) per diners en efectiu i articles de consum. Les innovacions del mercat de vendes massives van qüestionar encara més les jerarquies socials. Per exemple, les botigues de l'enorme departament d'Edo només acceptaven pagaments en efectiu, la qual cosa afavoria als chōnin amb el seu subministrament de diners disponibles.

## Importància
Finalment, vora la meitat de la població d'Edo eren chōnin, i l'altra meitat samurais. A pesar de la seva importància, els chōnin no són tan coneguts fora del Japó com els populars samurais o els ninja, tot i que van tenir un paper clau en el desenvolupament de productes culturals japonesos com ara l'ukiyo-e, el rakugo i els productes d'artesania contemporanis. Ideals estètics com ara l'iki, el tsū, i l'inase també es van desenvolupar entre els chōnin.